# Landwirtschaftsgesetz (Deutschland)
Das Landwirtschaftsgesetz wurde im Jahre 1955 verabschiedet. Das Gesetz hat zum Ziel der Landwirtschaft die Teilnahme an der fortschreitenden Entwicklung der deutschen Volkswirtschaft zu ermöglichen und der Bevölkerung die bestmögliche Versorgung mit Ernährungsgütern zu sichern. Als weiteres Ziel ist formuliert, die soziale Lage der in der Landwirtschaft tätigen Menschen an die vergleichbarer Berufsgruppen anzugleichen.

## Maßnahmen
Um die Ziele zu erreichen, wurde erstmals im Landwirtschaftsgesetz vorgeschrieben, dass das Bundesministerium für Ernährung, Landwirtschaft und Forsten jährlich die Betriebsergebnisse von repräsentativen landwirtschaftlichen Betrieben, aufgegliedert nach Betriebsgrößen und Wirtschaftsarten (Haupt-, Neben-, oder Zuerwerbsbetrieb; seit der Wiedervereinigung auch Juristische Personen) sowie Wirtschaftssystemen ermitteln muss. Dazu wurde ein System von 6000 bis 8000 Betrieben geschaffen, die anfänglich freiwillig eine ordentliche Buchführung mit einem betriebswirtschaftlichen Ansatz erstellten und denen die dadurch anfallenden Kosten erstattet wurden. Aus diesen Ergebnissen muss die Bundesregierung (bis 2007 jährlich, seit der letzten Änderung alle vier Jahre) den Bericht über die Lage der Landwirtschaft, welcher bis 1971 Grüner Bericht genannt wurde, erstellen. Im Gesetzestext ist festgelegt, dass insbesondere dazu Stellung zu nehmen ist, ob ein den Löhnen vergleichbarer Berufs- und Tarifgruppen entsprechender Lohn für die fremden und familieneigenen Arbeitskräfte sowie ein angemessenes Entgelt für die Tätigkeit des Betriebsleiters bei einer angemessenen Verzinsung des Eigenkapitals in einem durchschnittlichen Betrieb erzielt werden konnte. Weiter wird im Gesetz gefordert, dass sich die Regierung im Agrarbericht dazu äußern muss, wie sie, falls das im Gesetz formulierte Ziel der Einkommensparität im zurückliegenden Zeitraum nicht erreicht wurde, dies in Zukunft erreichen will (BGBl. 1955 I S. 565).

## Auswirkungen
In den 1950er Jahren stand die Ernährungssicherheit im Vordergrund der Politik. Unter Landwirtschaftsminister Heinrich Lübke wurde im Zuge der allgemein besseren ökonomischen Lage im beginnenden Wirtschaftswunder die Einkommensparität zu anderen Berufstätigen zu einem wichtigen Thema. In Folge des Landwirtschaftsgesetzes wurden umfangreiche Förderungen für die Landwirtschaft beschlossen. Bekannt wurden diese unter dem Namen Grüner Plan. Konnte die durch das Gesetz forcierte Agrarpolitik durchaus als protektionistisch bezeichnet werden mit ihren gebündelten Maßnahmen aus Marktordnungen und Außenhandelsschutz, führte sie letztendlich doch zu einem geordneten Strukturwandel in der Landwirtschaft. Auch wenn kleinere Betriebe von Anfang an am wenigsten von den Förderungen profitierten, fühlten sie sich im Gegensatz zur Weimarer Republik der Politik nicht hilflos ausgeliefert. Obwohl der bäuerliche Familienbetrieb weiter als Leitbild der Politik galt, verringerte sich deren Anzahl stetig. Das erklärte Ziel der Einkommensgleichheit konnte bisher nie erreicht werden. Dies beruht auch darauf, dass sich aus diesem Gesetz kein einklagbarer Anspruch ergibt.